# Лыжное двоеборье на зимних Олимпийских играх 1928
Соревнования по лыжному двоеборью на зимних Олимпийских играх 1928 в Санкт-Морице прошли с 17 по 18 февраля. Был разыгран 1 комплект наград. В соревнованиях приняло участие 35 спортсменов из 14 стран, все три призовых места достались норвежцам. Победитель в двоеборье Йохан Грёттумсбротен также был победителем в лыжной гонке на дистанции в 18 километров.

## Медалисты
| Вид     | Золото                        | Серебро                   | Бронза                |
| ------- | ----------------------------- | ------------------------- | --------------------- |
| Мужчины | Йохан Грёттумсбротен Норвегия | Ханс Виньяренген Норвегия | Йон Снерсруд Норвегия |